# Schaakfestival Akiba Rubinstein

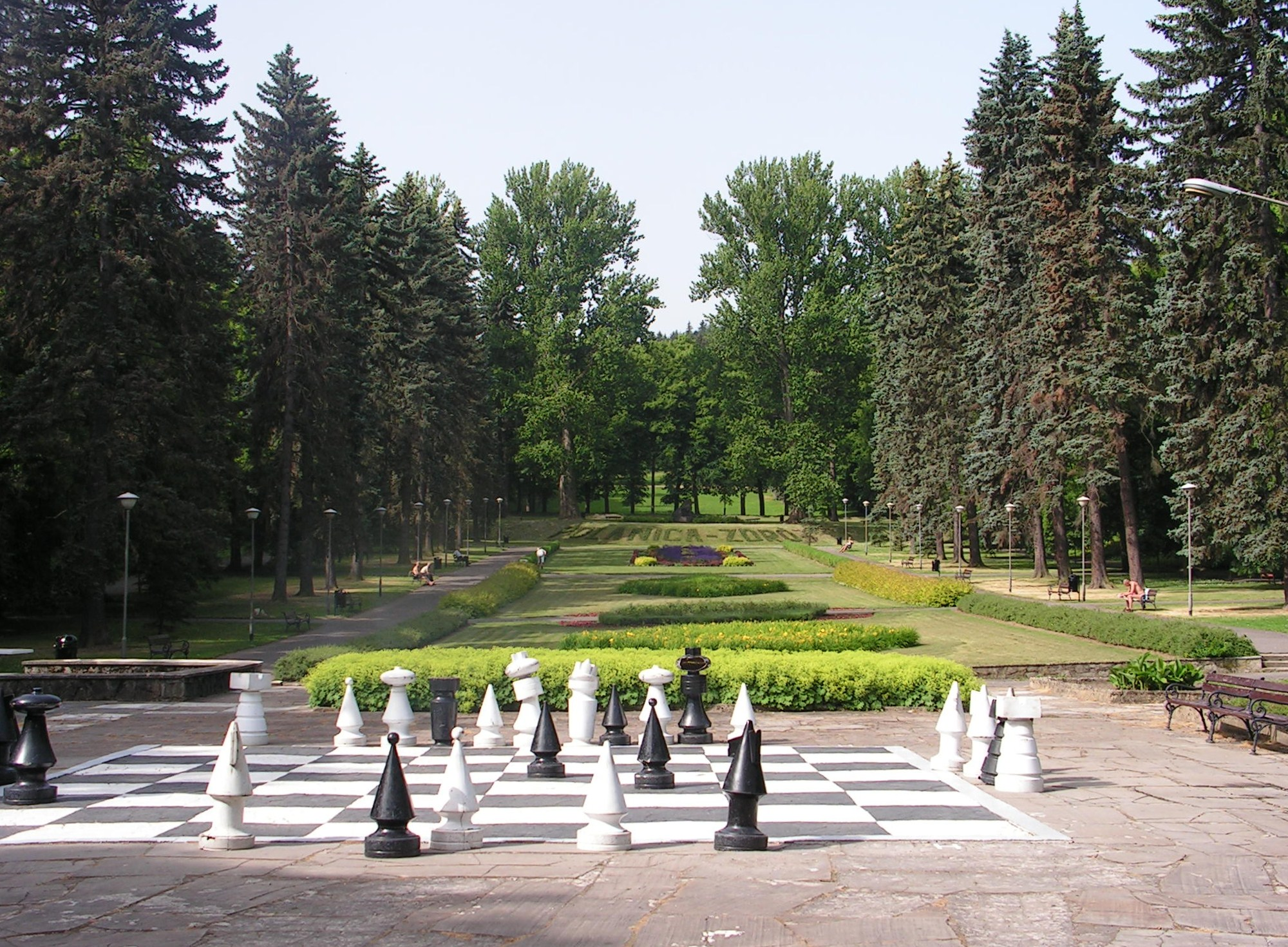
Een groot schaakbord in het park van Polanica Zdrój

Het schaakfestival Akiba Rubinstein is een schaaktoernooi dat vanaf 1963 jaarlijks in augustus in Polanica Zdrój wordt gespeeld ter nagedachtenis van de Poolse schaakgrootmeester Akiba Rubinstein.
Er is meestal een hoofdgroep die een rond toernooi speelt. Daarnaast zijn er klasses op basis van rating en leeftijd, die spelen volgens het Zwitsers systeem. 
Het toernooi kent meestal een sterke bezetting, vooral van Oost-Europese wereldtoppers. Onder andere de wereldkampioenen Vasili Smyslov, Anatoli Karpov en Veselin Topalov behoorden tot het deelnemersveld. 
Nederlandse winnaars waren Genna Sosonko in 1993 en Loek van Wely in 1999. 